# Quest-Expedition/Mannschaftsliste
Die Quest-Expedition (Shackleton–Rowett Expedition 1921–1922) war die letzte Antarktisexpedition des Polarforschers Ernest Shackleton. Aufgrund des plötzlichen Todes von Shackleton und Unzulänglichkeiten des Expeditionsschiffs wurde die Reise vorzeitig abgebrochen. Ursprünglich bestand die Expedition aus 24 Teilnehmern, doch nur 19 Männer waren bei der Abfahrt der Quest von Südgeorgien an Bord. Leonard Hussey diente als Geleit für Shackletons Leichnam. Eriksen, Mooney und Bee-Mason hatten das Schiff verlassen, bevor es Südgeorgien erreichte. Der Sportsegler Gerald Lysaght (1868–1951) begleitete die Mannschaft nur von Plymouth nach Madeira.
| Name                   | Geboren | Gestorben | Funktion                                                    | Zusätzliche Informationen |
| ---------------------- | ------- | --------- | ----------------------------------------------------------- | --- |
| Ernest Shackleton      | 1874    | 1922      | Expeditionsleiter                                           | Starb noch vor dem eigentlichen Expeditionsbeginn in Südgeorgien. |
| Frank Wild             | 1873    | 1939      | Stellvertretender Expeditionsleiter                         | Übernahm nach Shackletons Tod die Leitung der Expedition. Teilnehmer an der Nimrod-Expedition und stellvertretender Expeditionsleiter bei der Endurance-Expedition.                            |
| Frank Worsley          | 1872    | 1943      | Kapitän der Quest                                           | Kapitän der Endurance während der Endurance-Expedition. |
| Alexander Kerr         | 1892    | 1964      | Leitender Maschinist                                        | Diente als Zweiter Maschinist bei der Endurance-Expedition. |
| James McIlroy          | 1879    | 1968      | Chirurg/Meteorologe                                         | Teilnehmer der Endurance-Expedition. |
| Alexander Macklin      | 1889    | 1967      | Leitender Arzt/Verantwortlicher für Proviant und Ausrüstung | Teilnehmer der Endurance-Expedition. |
| Leonard Hussey         | 1891    | 1964      | Meteorologe/Assistenzarzt                                   | Begleitete den Transport von Shackletons Leichnam nach Montevideo und zurück nach Südgeorgien und nahm daher an der späteren Expeditionsfahrt nicht teil. Teilnehmer der Endurance-Expedition. |
| Charles Green          | 1888    | 1974      | Koch                                                        | Teilnehmer der Endurance-Expedition. |
| Thomas McLeod          | 1873    | 1960      | Vollmatrose                                                 | Teilnehmer der Endurance-Expedition. |
| Roderick Carr          | 1891    | 1971      | Pilot                                                       | Assistierte bei wissenschaftlichen Arbeiten, da das für die Expedition vorgesehene Flugzeug nicht zum Einsatz kam.                                                                             |
| James Dell             | um 1880 | 1968      | Elektriker, Bootsmann                                       | Teilnehmer der Discovery-Expedition. |
| Hubert Wilkins         | 1888    | 1958      | Biologe                                                     | |
| George Vibert Douglas  | 1892    | 1958      | Geologe                                                     | |
| James Marr             | 1902    | 1965      | Pfadfinder                                                  | Wurde zusammen mit Norman Mooney aus 1700 Pfadfindern ausgewählt, um an der Expedition teilzunehmen.                                                                                           |
| Norman Mooney          | 1905    | 1945      | Pfadfinder                                                  | Verließ auf Madeira das Expeditionsschiff wegen Seekrankheit. |
| Douglas George Jeffrey | 1885    | 1972      | Navigator                                                   | War als Teilnehmer der Endurance-Expedition vorgesehen, meldete sich stattdessen als Kriegsfreiwilliger bei Ausbruch des Ersten Weltkriegs.                                                    |
| A. Eriksen             |         |           | Harpunier                                                   | Kehrte nach England zurück, als die Quest in Rio de Janeiro überholt wurde. |
| John Charles Bee-Mason | 1874    | 1957      | Fotograf                                                    | Verließ auf Madeira das Expeditionsschiff wegen Seekrankheit. |
| C. E. Smith            |         |           | Zweiter Maschinist                                          | |
| Harold Watts           |         |           | Funker                                                      | |
| G. H. Ross             |         |           | Heizer                                                      | |
| S. S. Young            |         |           | Heizer                                                      | Ging in Rio de Janeiro an Bord. |
| Harold Arthur Argles   | 1899    | 1929      | Heizer                                                      | Ging in Rio de Janeiro an Bord. |
| Christopher Naisbitt   | 1893    | 1978      | Hilfskoch                                                   | Ging in Rio de Janeiro an Bord. |
| Query (Hund)           | 1920/21 | 1922      | Maskottchen                                                 | Von Bord gespült und ertrunken am 9. Juni 1922. |